# Arielulus
Arielulus är en systematisk grupp (taxon) av fladdermöss i familjen läderlappar (Vespertilionidae). Arielulus etablerades 1987 av Hill och Harrison som undersläkte till Pipistrellus och godkänns sedan 1999 som självständigt släkte.
Arterna är med 41,8 till 43,6 mm långa underarmar och med en cirka 40 mm lång svans stora medlemmar i familjen läderlappar. Bara en liten del av svansens spets är inte inbäddad i svansflyghuden. Dessa fladdermöss har korta och breda öron samt en tydlig tragus som är bredast i mitten. Med vissa undantag har släktets medlemmar ett par framtänder i överkäken och tre framtänder på varje sida i underkäken. I överkäken finns en premolar per sida och i underkäken två premolarer per sida.
Följande arter tillhör släktet.
- Arielulus aureocollaris, Laos, Thailand och Vietnam.
- Arielulus circumdatus, från Nepal och södra Kina till Java.
- Arielulus cuprosus, norra Borneo.
- Arielulus societatis, södra Malackahalvön.
- Arielulus torquatus, Taiwan.

Släktets arter lever i eller nära skogar i låglandet och i bergstrakter.